# Eduardo Alves da Silva
Eduardo Alves da Silva (nascut a Rio de Janeiro, Brasil el 25 de febrer del 1983), més conegut simplement com a Eduardo da Silva o Eduardo, és un futbolista brasiler amb passaport croat que actualment juga de davanter al FC Xakhtar Donetsk de la Lliga premier d'Ucraïna. da Silva, també juga per la selecció de Croàcia des del 2004.